# Kanadská literatura

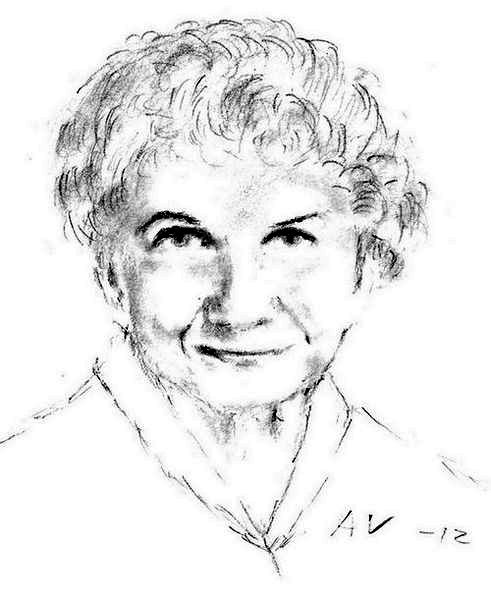
Alice Munroová, nositelka Nobelovy ceny

Kanadská literatura je pojem označující obvykle soubor literárních děl vzniklých na území Kanady. Lze ji podle jazyka textů rozdělit na dvě části – anglickojazyčnou, jejíž kořeny jsou spjaty s Anglií, a francouzskojazyčnou, která vychází z francouzské tradice. Na ostrovech v Atlantiku, kde se usazovali přistěhovalci ze Skotska, se rovněž rozvíjí literatura v tzv. kanadské gaelštině (která vychází ze skotské gaelštiny). Kanadská literatura si připsala jednu Nobelovu cenu, v roce 2013, když jí byla oceněna Alice Munroová. (Laureát z roku 1976, Saul Bellow, se narodil v Montréalu, nicméně odešel do Spojených států a cenu získal již jako americký občan). Margaret Atwoodová získala dvakrát Man Bookerovu cenu, Michael Ondaatje (Anglický pacient) a Yann Martel (Pí a jeho život) jednou. Carol Shieldsová je jediným kanadským spisovatelem, který získal Pulitzerovu cenu. Světové proslulosti svými příběhy o dospívající zrzce Anne Shirleyové dosáhla též Lucy Maud Montgomeryová, svými reportážními romány z přírody pak Farley Mowat. K dalším důležitým jménům anglojazyčné kanadské prózy patří Robertson Davies, Mordecai Richler nebo Margaret Laurenceová. K největším osobnostem kanadské anglojazyčné poezie patří Leonard Cohen, který se jinak proslavil zejména jako folkový zpěvák, a Anne Carsonová. Francouzsky píšící Antonine Mailletová získala Goncourtovu cenu. K dalším významným francouzsky píšícím autorům patří Gabrielle Royová a Anne Hébertová. V oblasti žánrové literatury, konkrétně vědeckofantastické, patří k významným autorům A. E. van Vogt.